# Zločinski um (TV-serija)
Zločinski um (izvirno Criminal Minds) je ameriška policijska drama, ki jo je premierno prikazal CBS 22. septembra 2005.
Zločinski um je napeta srhljivka o elitni skupini strokovnjakov za kriminalistične osebnostne profile, ki analizirajo najbolj sprevržene ume serijskih zločincev v deželi in tako napovedujejo njihove naslednje poteze, še preden jih dejansko izvršijo.

## Sezone
| Sezone   | Epizode | Prvič predvajano na CBS           | Prvič predvajano na TV3          |
| -------- | ------- | --------------------------------- | -------------------------------- |
| 1.sezona | 22      | 22. september 2005 - 10. maj 2006 | 24. avgust 2007 - 5. januar 2008 |
| 2.sezona | 23      | 20. september 2006 - 16. maj 2007 | 4. maj 2008 - 5. oktober 2008    |
| 3.sezona | 20      | 26. september 2007 - 21. maj 2008 |                                  |
| 4.sezona | 26      | 24. september 2008 - 20. maj 2009 |                                  |
| 5.sezona | 23      | 23. september 2009 - 26. maj 2010 |                                  |
| 6.sezona | 24      | 22. september 2010 - danes        |                                  |

### Prva sezona
Ko sledi pri primerih serijskih zločinov ne vodijo več nikamor naprej, se FBI hitro obrne na Enoto za vedenjsko analizo iz Quantica. Njihov lov se prične pri preučevanju vedenj storilcev. Genij Reid mora delati brez pištole saj mu nikakor ne uspe narediti izpita iz streljanja. Medtem, ko so na ločenih počitnicah vsak prejme sled od morilca, ki je obseden z legendo o kralju Arthurju, ter jih izove da rešijo njegovo naslednjo žrtev. Sezona se konča v gorah, kjer je Elle ustreljena, ker se ni držala pravil igre.

### Druga sezona
Zgodba se nadaljuje iz konca prve sezone, ko je Elle ustreljena in se bori za življenje. Ostala ekipa pa je še vedno na lovu za psihopatom, da bi rešili njegovo zadnjo žrtev. Enota za vedenjsko analizo se v drugi sezoni sreča z bančnim ropom, serijskem morilcem, ki kopira Jacka Razparača, umorih prostitutk, serijskim posiljevalcem, ugrabitvijo, otroško pornografijo,... Ob koncu sezone pa serijski morilec Frank umori punco Jasona Gideona, ki je prisiljen zaobiti lokalne oblasti in začeti svojo lastno preiskavo.

### Tretja sezona
/

### Četrta sezona
/

### Peta sezona
/

### Šesta sezona
/

## Glavni igralci
- Thomas Gibson (Aaron Hotchner) - družinski človek, ki si takoj pridobi zaupanje ljudi
- A. J. Cook (Jennifer Jareau) - informira medije, lokalne policijske postaje
- Shemar Moore (Derek Morgan) - strokovnjak za zločine, ki jih zakrivi obsedenost
- Paget Brewster (Emily Prentiss) - hčerka ambasadorja, ki je delo dobila preko zvez
- Matthew Gray Gubler (Spencer Reid) - tipični nerazumljeni genij
- Joe Mantegna (David Rossi) -  vrhunski vedenjski analitik FBI-a
- Kirsten Vangsness (Penelope Garcia) - strokovnjakinja za računalnike

## Nagrade in priznanja
- 2006 Nominacija za nagrado People's Choice (najboljša nova TV drama)
- 2006 Nagrada ASCAP (Marc Fantini, Steffan Fantini, Scott Gordon)
- 2007 Nagrada ASCAP (Marc Fantini, Steffan Fantini, Scott Gordon)
- 2008 Nominacija za emmya (Tom Elliott za epizodo "Tabula Rasa")
- 2008 Nagrada BMI (Mark Mancina)
- 2009 Nominacija za emmya (Tom Elliott za epizodo "Normal")
- 2009 Nagrada BMI (Mark Mancina)